# Fédération géorgienne de rugby à XV
La Fédération géorgienne de rugby à XV (en géorgien : საქართველოს რაგბის კავშირი, sak'art'velos ragbis kavširi) est une organisation membre de l'International Rugby Board (IRB) qui régit l'organisation du rugby à XV en Géorgie.
Elle regroupe les clubs, les associations, les sportifs, les entraîneurs, les arbitres, pour contribuer à la pratique et au développement du rugby à XV dans tout le territoire géorgien.

## Historique
La fédération est créée en 1964. À cette époque, elle fait partie de la fédération soviétique de rugby à XV. Après le démantèlement de l'URSS et l'indépendance des anciennes républiques, elle est reconnue par l'International Rugby Board en 1992.
Le rugby n'a pas la popularité du football. Toutefois, il connaît une grande ferveur, notamment lors des rencontres Géorgie-Russie.
Au 11 mai 2016, la fédération a pour président Gocha Svanidze et entre au Conseil mondial du rugby.
En décembre 2020, l'élection du nouveau président de la fédération tourne à la passe d'armes entre pro et anti-russes, dans un contexte de tensions politiques en Géorgie. Les résultats désignent vainqueur Irakli Abuseridze, ancien international ayant dénoncé la corruption et le népotisme de l'équipe dirigeante. Mais deux semaines plus tard, ceux-ci sont invalidés par les instances. Une nouvelle élection se tient avec un seul candidat autorisé : Ioseb Tkemaladze, un proche de l'oligarque prorusse Bidzina Ivanichvili alors à la tête du pays. Au mois de mars suivant, plusieurs centaines de personnes manifestent lors de l'intronisation du nouveau président, ce qui donne lieu à des échauffourées avec la police et les services secrets.

## Identité visuelle

Évolution du logo
Logo abandonné en 2016.
Logo depuis 2016.

## Présidents
Parmi les personnes se succédant au poste de président de la fédération, on retrouve :
- élu en 2016 : Gocha Svanidze
- élu en décembre 2020 : Irakli Abuseridze, invalidé[4]
- élu en décembre 2020 : Ioseb Tkemaladze[3]

## Légende
Le rugby géorgien serait la continuation d'un jeu ancestral à connotation guerrière, le lélo (en géorgien : ლელო ბურთი), pratiqué dans les campagnes géorgiennes à l'époque païenne et continué à l'époque chrétienne : il consistait pour une première équipe à porter la balle (bénie auparavant) à un emplacement cible alors qu'une deuxième équipe l'en empêchait.